# Academica Soccer Club
Academica Soccer Club é uma agremiação esportiva da cidade de Turlock, Califórnia. Desde 2018 disputa a National Premier Soccer League.

## História
O clube disputou a Lamar Hunt U.S. Open Cup de 2019, sendo eliminado na primeira fase para o El Farolito Soccer Club.

## Estatísticas

### Participações
|  | Participações em 2020 |

| Competição     | Competição               | Temporadas | Melhor campanha      | Estreia | Última | P | R |
| Estados Unidos | Lamar Hunt U.S. Open Cup | 1          | Primeira Fase (2019) | 2019    | 2019   |   | – |